# Cascade d'Ayomé
La cascade d'Ayomé est une chute d'eau située près du village d'Ayomé, dans la préfecture d'Amou, au Togo.

## Attractions et activités
Le site est  un lieu de pèlerinage depuis plus de 50 ans, attirant des visiteurs pour des raisons spirituelles et touristiques. 